# Mahniči
Mahniči – wieś w Słowenii, w gminie Sežana. W 2018 roku liczyła 10 mieszkańców.